# Bruno Hernández
Bruno Joaquín Hernández Álvarez (Montevideo, 31 gennaio 2004) è un calciatore uruguaiano, attaccante del Cerro Largo.

## Carriera
Hernández ha iniziato a giocare a calcio con il Nacional, dove ha anche giocato con la squadra B in terza divisione. L'11 gennaio 2024 è stato acquistato a titolo definitivo dal Progreso, con cui ha debuttato il 6 aprile seguente nell'incontro di Primera División pareggiato 1-1 contro il Danubio.

## Statistiche

### Presenze e reti nei club
Statistiche aggiornate al 14 luglio 2024.
| Stagione        | Squadra         | Campionato      | Campionato | Campionato | Coppe nazionali | Coppe nazionali | Coppe nazionali | Coppe continentali | Coppe continentali | Coppe continentali | Altre coppe | Altre coppe | Altre coppe | Totale | Totale | Totale |
| Stagione        | Squadra         | Comp            | Pres       | Reti       | Comp            | Pres            | Reti            | Comp               | Pres               | Reti               | Comp        | Pres        | Reti        | Pres   | Reti   |        |
| --------------- | --------------- | --------------- | ---------- | ---------- | --------------- | --------------- | --------------- | ------------------ | ------------------ | ------------------ | ----------- | ----------- | ----------- | ------ | ------ | ------ |
| 2024            | Progreso        | PD              | 5          | 0          | CU              | 0               | 0               |                    | -                  | -                  |             | -           | -           | 5      | 0      |        |
| Totale carriera | Totale carriera | Totale carriera | 5          | 0          |                 | 0               | 0               |                    | -                  | -                  |             | -           | -           | 5      | 0      |        |